# Oleksandr Klymenko
Oleksandr Klymenko (ukrajinsky Олександр Клименко, rusky Алекса́ндр Анато́льевич Климе́нко; 27. března 1970 – 7. března 2000) byl sovětský a později ukrajinský atlet, mistr Evropy ve vrhu koulí z roku 1994.
Zemřel 7. března 2000 v Kyjevě, bylo mu 29 let. Neznámý pachatel jej čtyřikrát zasáhl střelbou z pušky s optickým zaměřovačem.

## Sportovní kariéra
Svoji sportovní kariéru zahájil jako juniorský mistr světa v roce 1988. Na světovém šampionátu v roce 1991 v Tokiu vybojoval v soutěži koulařů bronzovou medaili. O rok později nejdříve skončil druhý ve vrhu koulí na halovém mistrovství Evropy, v létě se pak na olympiádě v Barceloně probojoval do finále, kde skončil osmý. Největším úspěchem se pro něj stal titul mistra Evropy v roce 1994. Jeho osobní rekord byl 20,84 m.